# Ludwik Wilczyński (oficer)
Ludwik Henryk Wilczyński (ur. 6 września 1892 w Żerebkach, zm. po 1945) – major piechoty Wojska Polskiego, działacz niepodległościowy, kawaler Orderu Virtuti Militari.

## Życiorys
Urodził się 6 września 1892 w Żerebkach, w ówczesnym powiecie starokonstantynowskim guberni wołyńskiej, w rodzinie Aleksandra i Heleny z Kotowiczów. 
19 sierpnia 1920 został zatwierdzony z dniem 1 kwietnia 1920 w stopniu kapitana, w piechocie, w grupie oficerów byłych Korpusów Wschodnich i byłej armii rosyjskiej. Służył w 29 Pułku Piechoty w Kaliszu. 3 maja 1922 został zweryfikowany w stopniu kapitana ze starszeństwem z 1 czerwca 1919 i 80. lokatą w korpusie oficerów piechoty. W lipcu tego roku został zatwierdzony na stanowisku pełniącego obowiązki dowódcy batalionu sztabowego. 31 marca 1924 został mianowany majorem ze starszeństwem z 1 lipca 1923 i 28. lokatą w korpusie oficerów piechoty. Po awansie został wyznaczony na stanowisko kwatermistrza pułku. W maju 1927 został przesunięty na stanowisko dowódcy I batalionu. W kwietniu 1928 został przeniesiony do 51 Pułku Piechoty w Brzeżanach na stanowisko dowódcy II batalionu. W marcu 1930 został przeniesiony do Powiatowej Komendy Uzupełnień Nisko na stanowisko komendanta. Z dniem 1 stycznia 1933 został przeniesiony do Komendy Placu Kalisz na stanowisko komendanta. Z dniem 30 września 1935 został przeniesiony w stan spoczynku na podstawie orzeczenia komisji rewizyjno-lekarskiej. W latach 1937–1938 został zatrudniony w Junackich Hufcach Pracy na stanowisku komendanta 14 batalionu pracy w Wilnie.
Jako dowódca 6 kompanii zaopatrywania 5 Kresowej Dywizji Piechoty wziął udział w kampanii włoskiej, m.in. w bitwie o Monte Cassino. 
Żonaty. Był ojczymem: Feliksa (ur. 14 stycznia 1907), studenta weterynarii, Jana Konstantego Trzebuchowskiego (ur. 15 maja 1908), kapitana 25 pułku artylerii lekkiej i Zbigniewa Izydora Trzebuchowskiego (ur. 14 stycznia 1912), porucznika 16 pułku ułanów.

## Ordery i odznaczenia
- Krzyż Srebrny Orderu Wojskowego Virtuti Militari nr 3647[4][27]
- Krzyż Niepodległości – 9 listopada 1933 „za pracę w dziele odzyskania niepodległości”[28]
- Krzyż Walecznych trzykrotnie[29][30]
- Złoty Krzyż Zasługi – 10 listopada 1928 „w uznaniu zasług, położonych na polu pracy w poszczególnych działach wojskowości”[31][32]
- Medal Pamiątkowy za Wojnę 1918–1921[29]
- Medal Dziesięciolecia Odzyskanej Niepodległości[29]
- Krzyż Pamiątkowy Monte Cassino nr 27332[33]
- Odznaka za Rany i Kontuzje z jedną gwiazdką[34]
- Krzyż Kawalerski Orderu Imperium Brytyjskiego – 13 sierpnia 1945[35]
- francuski Medal Pamiątkowy Wielkiej Wojny[36]